# Сокол-Долинск (аэродром)
1. перенаправление Сокол (аэродром, Сахалинская область)